# Göttingen (Lied)

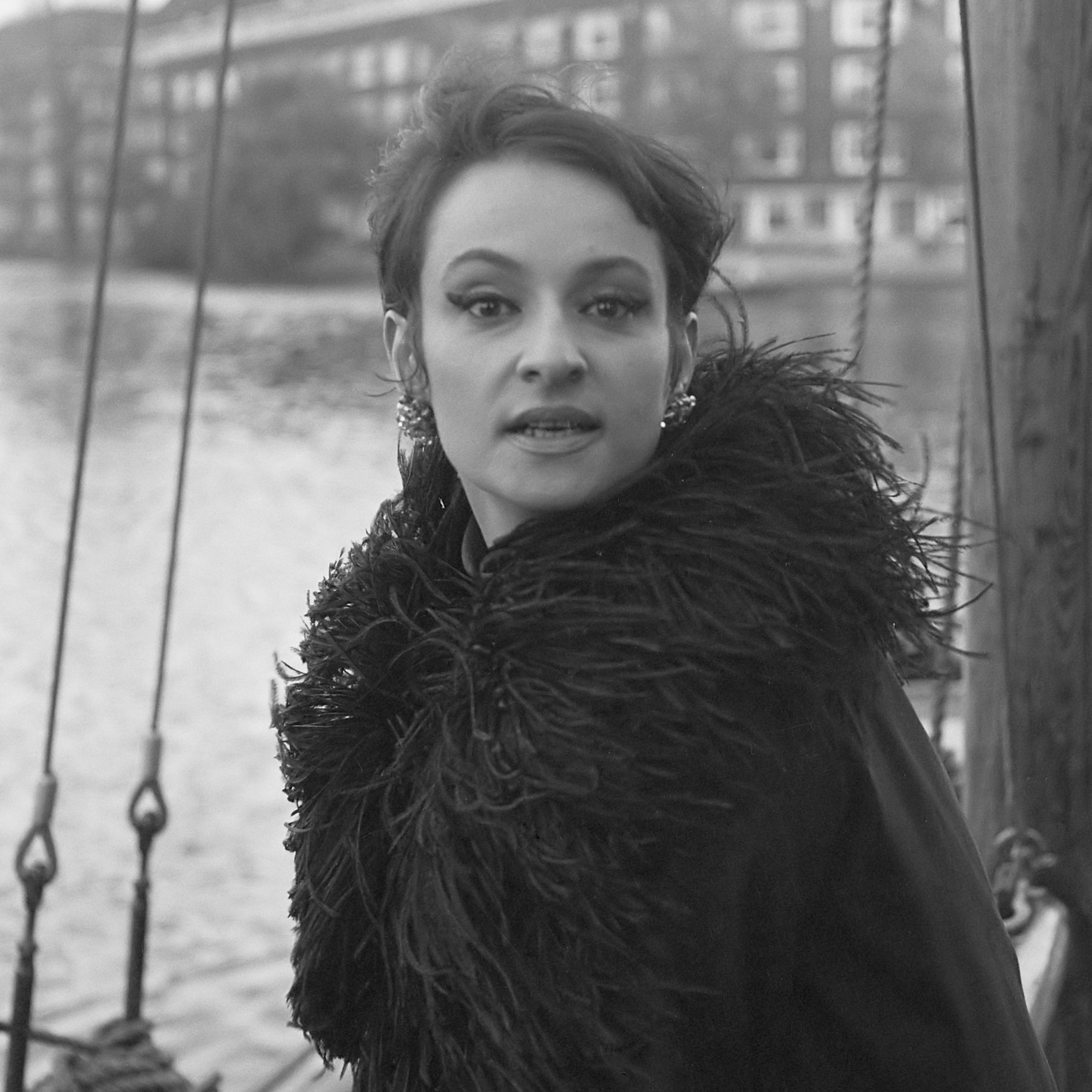
Barbara (Foto 1965)

Göttingen ist ein Chanson der französischen Sängerin Barbara (1930–1997), das diese 1964 während ihres Konzertbesuches in Göttingen komponierte und in einer französischen und deutschen Fassung aufnahm. Es gilt als eines ihrer bekanntesten und wichtigsten Werke und als ein wesentlicher Beitrag zur Völkerverständigung und Aussöhnung zwischen Frankreich und Deutschland nach dem Ende des Zweiten Weltkrieges.

## Geschichte
Hans-Gunther Klein, der damalige Direktor des Jungen Theaters Göttingen, hatte die bekannte französische Chansonnière Barbara Anfang 1964 bei einem Konzert erlebt und lud sie daraufhin zu einem Gastspiel nach Göttingen ein. Aufgrund ihrer Lebensgeschichte und der eigenen Flucht vor den Nazis lehnte sie die Einladung zunächst ab, sagte dann aber am darauffolgenden Tag doch noch widerwillig zu. Sie forderte, dass man ihr einen Flügel für den Auftritt zur Verfügung stellte. Als sie am 4. Juli 1964 im Theater ankam, stand aber auf der Bühne ein Pianino. Barbara war äußerst verärgert und weigerte sich kategorisch, das Konzert zu geben. Es schien unmöglich, ihre Forderung zu erfüllen, obwohl Hans-Gunther Klein alles versuchte. Schließlich gelang es doch noch, einen Flügel zu beschaffen, den eine alte Dame zur Verfügung gestellt hatte und den zehn Studenten durch die Stadt trugen. Trotz der anfänglichen Verstimmung der Künstlerin und der fast zweistündigen Verspätung bis zum Beginn des Konzertes wurde Barbara vom Publikum enthusiastisch gefeiert, was sie sehr beeindruckte.
Aufgrund des großen Erfolges ihres ersten Auftrittes und der für sie unerwartet warmherzigen Atmosphäre in der Stadt verlängerte sie ihr Engagement um eine Woche. Am Nachmittag vor ihrem letzten Konzert fasste sie die Eindrücke, die sie in den vergangenen Tagen gesammelt hatte und die für sie unerwartet positiv waren, in der Rohfassung des Chansons Göttingen zusammen, das sie im Garten des Jungen Theaters schrieb, und trug es (zunächst noch nicht voll durchformuliert und mit einer anderen Melodie) am selben Abend vor. Der Erfolg des Chansons war schlagartig und überwältigend. Anschließend kehrte sie nach Paris zurück, wo sie die Arbeiten an Text und Komposition abschloss.
In ihrer unvollendeten Autobiografie Il était un piano noir: Mémoires interrompus schrieb Barbara zur Entstehungsgeschichte von Göttingen:
En Göttingen je découvre la maison des frères Grimm où furent écrits les contes bien connus de notre enfance. C'est dans le petit jardin contigu au théâtre que j'ai gribouillé 'Göttingen', le dernier midi de mon séjour. Le dernier soir, tout en m'excusant, j'en ai lu et chanté les paroles sur une musique inachevée. J'ai terminé cette chanson à Paris. Je dois donc cette chanson à l'insistance têtue de Gunther Klein, à dix étudiants, à une vieille dame compatissante, à la blondeur des petits enfants de Göttingen, à un profond désir de réconciliation, mais non d'oubli.

„In Göttingen entdecke ich das Haus der Brüder Grimm, in dem die uns aus der Kindheit gut bekannten Märchen entstanden waren. Am letzten Mittag meines Aufenthaltes kritzelte ich ‚Göttingen‘ im kleinen Garten, der an das Theater grenzte, nieder. Am letzten Abend habe ich den Text zu einer unfertigen Melodie vorgelesen und gesungen, wobei ich mich dafür entschuldigte. In Paris habe ich dieses Chanson fertiggestellt. Ich verdanke dieses Chanson also der Beharrlichkeit Gunther Kleins, zehn Studenten, einer mitfühlenden alten Dame, den kleinen blonden Kindern Göttingens, einem tiefen Verlangen nach Aussöhnung, aber nicht nach Vergessen.“

Aufgrund des großen Erfolgs nahm Barbara bald nach ihrem Göttinger Auftritt eine LP ihrer bekanntesten Chansons in Deutsch auf („Barbara singt Barbara“,) darunter auch Göttingen. 1967 kehrte sie für einen Auftritt nach Göttingen zurück. Diesmal trat sie in der ausverkauften Stadthalle auf. Das Konzert wurde von France Inter live übertragen. Zum ersten Mal sang sie Göttingen in der bis dahin unbekannten deutschen Übersetzung von Walter Brandin. Das Publikum spendete ihr daraufhin minutenlangen Beifall. Göttingen gehörte danach zum Repertoire jedes ihrer Konzerte.
Barbara selbst bezeichnete „Göttingen“ als Liebeslied (« Göttingen c’est une chanson d’amour. »).

## Rezeption und Bedeutung
Das Chanson ist in Frankreich sehr bekannt und leistete Mitte der 1960er Jahre einen bedeutenden Beitrag zur deutsch-französischen Verständigung. Es trug auch dazu bei, Stadt und Universität Göttingen in Frankreich bekannt zu machen.
Im Jahre 2002 ließ Xavier Darcos, damaliger Staatssekretär im französischen Bildungsministerium, Göttingen in das offizielle Schulprogramm der Vor- und Grundschulen aufnehmen. 2003, zum 40. Jahrestag des Élysée-Vertrages, zitierte der damalige deutsche Bundeskanzler Gerhard Schröder in seiner Ansprache während der gemeinsamen Sitzung des Deutschen Bundestages und der französischen Assemblée Nationale im Schloss Versailles aus dem Chanson. Schröder selbst hat 1966 bis 1971 in Göttingen studiert.
Der deutsche Liedermacher Franz Josef Degenhardt versuchte sich auf seinem 1983 erschienenen Album „Lullaby zwischen den Kriegen“ in einer Art Antwort auf das Chanson von Barbara. In dem ebenfalls mit Göttingen betitelten Stück heißt es „Und hier sang Barbara von blonden Knaben und auch von Rosen und von der Melancholie, die die Verliererkinder an sich haben …“. Degenhardt stellte der von ihm als allzu idyllisch empfundenen Beschreibung Göttingens eigene Betrachtungen entgegen, die – anders als bei Barbara – auch die politischen Verhältnisse der Stadt aufnahmen. Darüber hinaus ist das Chanson Barbaras im deutschen Sprachraum jedoch kaum gewürdigt worden.

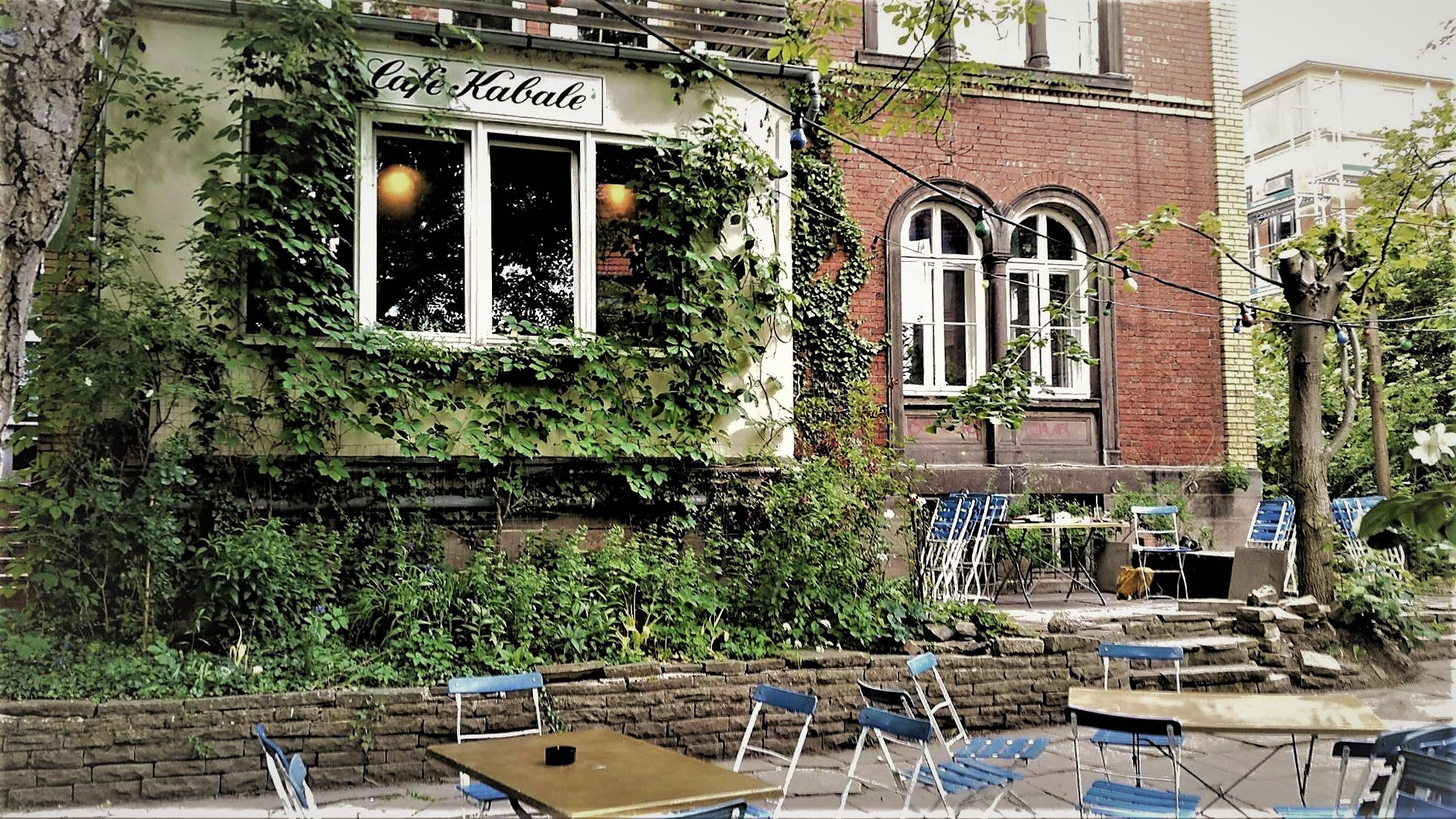
In diesem Cafégarten des ehemaligen Jungen Theater zu Göttingen komponierte die Sängerin Barbara das Chanson Göttingen

Auch im Chanson D’Allemagne der französischen Sängerin Patricia Kaas findet sich eine Anspielung auf Barbaras Chanson mit den Worten Reparlez-moi des roses de Göttingen („Erzählt/Erzählen Sie mir noch mal von den Rosen in Göttingen.“).

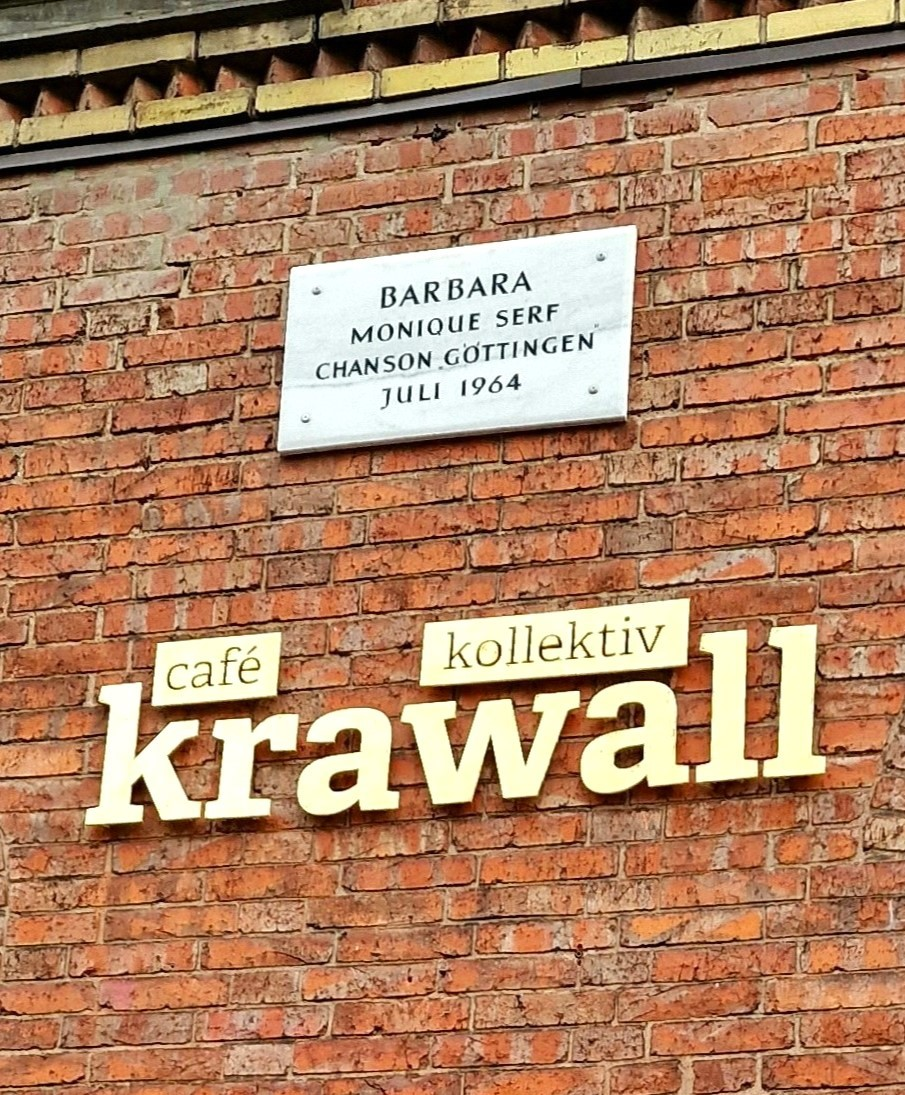
Göttinger Gedenktafel am ehemaligen Jungen Theater für die Sängerin Barbara

Für ihre Verdienste um die Völkerverständigung zwischen Franzosen und Deutschen wurde Barbara am 24. April 1988 die Ehrenmedaille der Stadt Göttingen verliehen. Am ehemaligen Gebäude des Jungen Theaters in der Geismarlandstraße 19 befindet sich seit dem 22. November 2002 eine Göttinger Gedenktafel, und am selben Tag wurde im Göttinger Ortsteil Geismar eine Straße nach ihr benannt.